# Alegoría de la Historia, Industria y Comercio de Málaga
[[Categoría:Cuadros de Bernardo Ferrándiz
Antonio Muñoz Degrain (fondo)]]
Alegoría de la Historia, Industria y Comercio de Málaga es un cuadro de Bernardo Ferrándiz en colaboración con Muñoz Degrain de 1870. Se trata de un boceto para el techo del teatro Cervantes de Málaga. Se considera una de las obras más emblemáticas de la escuela malagueña del siglo XIX.
La obra, procedente de la Real Academia de Bellas Artes de San Telmo, fue adquirida por el presidente de la institución, Salvador González Anaya, que posteriormente la donó al Museo de Bellas Artes de Málaga, actual Museo de Málaga, el 31 de octubre de 1930, donde ha permanecido desde entonces.

## Composición
La Junta Directiva del teatro Cervantes encargó a Ferrándiz la decoración del techo, que representara la alegoría de Málaga, con la estación de ferrocarril, el puerto, la agricultura y el comercio. Ferrándiz se encarga de la mayoría del cuadro y Degrain de los fondos. Pintan con la técnica del óleo sobre lienzo, con elementos representativos de la ciudad como se les había indicado, pero desde la visión de la burguesía.
En el centro podemos observar la alegoría de las Bellas Artes, con un templo de mármol blanco que representaría el propio teatro Cervantes y su aparición en la cultura malagueña. En la zona inferior se vislumbra el puerto y algunos comercios portuarios, mientras que en la parte derecha aparece la antigua azucarera, representando la industria. La ganadería y la agricultura están representados con diversos animales y carros de paja. 
En la parte izquierda se puede observar la antigua estación de ferrocarril, con la portada retirada en 2003 tras la renovación de la estación María Zambrano. Otros elementos que se pueden observar al fondo son la Alcazaba, la estatua de Heredia, el Monumento a Torrijos o el Castillo del Gibralfaro.